# Elvira Dones
Elvira Dones (ur. 24 lipca 1960 w Durrësie) – albańska pisarka, dziennikarka, dokumentalistka i scenarzystka filmowa.

## Życiorys
Studiowała filologię angielską na Uniwersytecie Tirańskim. Po studiach podjęła pracę w telewizji albańskiej, realizowała także projekty filmowe. W 1988 roku uciekła z kraju i znalazła schronienie w Szwajcarii. Obecnie mieszka w San Francisco, gdzie pracuje jako dokumentalistka i autorka scenariuszy. Jej powieści koncentrują się na problemie kobiet-emigrantek, często są też wzbogacone jej własnymi doświadczeniami. W 2007 r. zrealizowała w północnej Albanii głośny film o „dziewicach Kanunu” – Virgjëreshat e Betuara. Oparty na wywiadach z dwunastoma kobietami film uzyskał nagrodę dla najlepszego filmu dokumentalnego na Festiwalu Filmu Kobiecego w Baltimore. W tym samym roku miał premierę film Roulette, do którego Elvira Dones napisała scenariusz.
W 2010 nakładem wydawnictwa DodoEditor ukazała się powieść E. Dones – Zaprzysiężona dziewica, w tłumaczeniu z języka włoskiego, dokonanym przez Annę Gogolin. W 2014 wspólnie z Laurą Bispuri zrealizowała film Sworn virgins, nagrodzony na festiwalach filmowych w San Francisco i Hongkongu. Od 2015 mieszka w Szwajcarii.

## Proza
- 1997: Dashuri e huaj (Obca miłość)
- 1998: Kardigan
- 1999: Lule të gabuara (Błędne kwiaty, opowiadania)
- 2000: Yjet nuk vishen kështu (Gwiazdy nie ubierają się w taki sposób)
- 2001: Ditë e bardhë e fyer
- 2004: Më pas heshtja
- 2007: Hana
- 2007: Vergine Giurata (Zaprzysiężona dziewica)
- 2009: I love Tom Hanks (Përralla moderne)
- 2012: Luftë e vogël e përkorë